# Каюшников, Борис Дмитриевич
Борис Дмитриевич Каюшников (род. 13 января 1938) — советский футболист, тренер и судья региональной (республиканской) категории. Мастер спорта СССР. Трехкратный серебряный призер чемпионатов РСФСР. Неоднократный обладатель кубка Северного Кавказа среди команд мастеров. Заслуженный тренер Чеченской Республики..

## Биография
С 1956 по 1965 годы выступал за грозненский Терек. Является основателем и первым главным тренером клуба «Вайнах», с которым в 1974 и в 1975 году стал чемпионом Чечено-Ингушской АССР. С 1980 по 1983 годы тренировал махачкалинский «Динамо». С 1986 по 1987 годы был наставником «Терека». По ходатайству Федерации футбола Чечено-Ингушской АССР Федерацией футбола СССР в 1991 году команде «Вайнах» было представлено право впервые выступать в чемпионате страны во второй лиге в четвертой зоне. Главным тренером команды был назначен Борис Каюшников, старшим тренером стал Евгений Желябовский. В июне 2001 года после двух поражений к ряду Умар Мархиев покинул пост главного тренера «Ангушта» и на этот пост был назначен Каюшников, который проработал полтора года и покинул клуб по причине отказа финансирования со стороны спонсоров. Ныне проживает в станице Екатериноградская Прохладненского района Кабардино-Балкарской Республики.